# 팔작지붕

팔작지붕(八作지붕, hip-and-gable roof)은 지붕 위에 까치 박공이 달린 삼각형의 벽이 있는 가옥의 지붕 구조다. 맞배지붕과 우진각지붕이 합쳐진 형상으로, 위쪽 절반은 맞배지붕, 아래쪽 절반은 우진각지붕이다.
대표적인 예로 경복궁의 근정전과 경회루, 영주 부석사 무량수전, 양양 낙산사 홍련암, 강릉의 오죽헌 등이 있다.

## 같이 보기
- 맞배지붕
- 솟을지붕
- 우진각지붕